# Geniosporum
Geniosporum  é um gênero botânico pertencente a família Lamiaceae

## Espécies
Composto por 35 espécies:
Geniosporum affine Geniosporum angolense
Geniosporum axillare Geniosporum baumii
Geniosporum borzianum Geniosporum coloratum
Geniosporum congoense Geniosporum discolor
Geniosporum elongatum Geniosporum fissum
Geniosporum glabrum Geniosporum gracile
Geniosporum helenae Geniosporum hildebrandtii
Geniosporum holochilum Geniosporum indicum
Geniosporum lanceolatum Geniosporum lasiostachyum
Geniosporum madagascariense Geniosporum membranaceum
Geniosporum menthoides Geniosporum mutamba
Geniosporum palisoti Geniosporum paludosum
Geniosporum paniculatum Geniosporum parviflorum
Geniosporum prostratum Geniosporum rotundifolium
Geniosporum scabridum Geniosporum siamense
Geniosporum strictum Geniosporum strobiliferum
Geniosporum taylori Geniosporum tenuiflorum
Geniosporum thymifolium